# Marjosaari (ö i Södra Savolax, S:t Michel, lat 61,20, long 27,15)
Marjosaari är en ö i Finland. Den ligger i sjön Korpijärvi och i kommunen Mäntyharju i den ekonomiska regionen  S:t Michel och landskapet Södra Savolax, i den södra delen av landet, 160 km nordost om huvudstaden Helsingfors. Öns area är 0,2 hektar och dess största längd är 70 meter i nord-sydlig riktning.